# Antoine Ier d'Oldenbourg
Pour les articles homonymes, voir Antoine Ier.
Antoine Ier est un prince de la maison d'Oldenbourg né le 11 mai 1505 et mort le 22 janvier 1573 à Oldenbourg. Il règne sur le comté d'Oldenbourg de 1529 à sa mort.

## Biographie
Antoine Ier est le benjamin des quatre fils du comte Jean V d'Oldenbourg et de son épouse Anne d'Anhalt-Zerbst. À la mort de son père, en 1526, ses quatre fils lui succèdent conjointement. L'aîné Jean VI obtient une position prééminente, mais il est contraint d'abdiquer en 1529 par Antoine et son frère Christophe, destiné à une carrière ecclésiastique. Antoine ne tarde pas à écarter Christophe pour régner seul.
Antoine Ier régularise les relations entre l'Oldenbourg et la Frise orientale. Un double mariage est prévu entre la maison d'Oldenbourg et les Cirksena : la sœur d'Antoine, Anne, épouse le comte Ennon II de Frise orientale, tandis qu'Antoine doit épouser la sœur d'Ennon, également prénommée Anne ; mais cette dernière meurt avant que le mariage puisse être célébré.
Antoine Ier favorise la Réforme dans ses États, davantage par pragmatisme que par réelle conviction, car il a en vue la sécularisation des établissements religieux. Il ne fait pas preuve de sectarisme sur ce plan et ne cherche pas à réguler l'exercice de la religion. Lors de la guerre de Smalkalde, il apporte un soutien logistique aux Impériaux lors de leur siège de Brême, en échange de quoi il est autorisé à reconquérir le comté de Delmenhorst, perdu en 1482 au profit de la principauté épiscopale de Münster (membre de la Ligue de Smalkalde et adversaire de l'empereur). Delmenhorst est prise dans la nuit du 3 avril 1547.

## Mariage et descendance
En 1537, Antoine Ier épouse la princesse Sophie (1521-1571), fille du duc Magnus Ier de Saxe-Lauenbourg. Six enfants sont nés de cette union :
- Catherine (8 août 1538 – 1er février 1620), épouse en 1561 le comte Albert II de Hoya (de) ;
- Anne (3 avril 1539 – 25 août 1579), épouse en 1566 le comte Jean-Gonthier Ier de Schwarzbourg-Sondershausen ;
- Jean VII (9 septembre 1540 – 12 novembre 1603), comte d'Oldenbourg et de Delmenhorst ;
- Christian (7 novembre 1544 – 6 août 1570) ;
- Claire (1er novembre 1547 – 30 mai 1598) ;
- Antoine II (8 septembre 1550 – 25 octobre 1619), comte de Delmenhorst.